# Paulo Sérgio (cantor)
Paulo Sérgio de Macedo, mais conhecido como Paulo Sérgio (Alegre, 10 de março de 1944 – São Paulo, 29 de julho de 1980), foi um cantor, compositor e ator brasileiro, considerado um dos maiores artistas da música romântica do país.
O cantor e compositor capixaba, iniciou sua carreira em 1967 no Rio de Janeiro, com o sonho de ser o novo ídolo da juventude e reconhecido nacionalmente. Ainda em meados da Jovem Guarda, movimento musical e cultural da época, Paulo Sérgio lança seu primeiro disco, um compacto simples pela gravadora Caravelle com as músicas Benzinho e Lagartinha. Entre setembro de 1967 e dezembro daquele ano, a canção Benzinho ficou entre as mais tocadas nas rádios do Rio de Janeiro e São Paulo. No ano seguinte, é gravado mais um compacto com os hits "Última canção", "Sorri Meu Bem". O disco obteve sucesso imediato, alcançando a marca de 60 mil cópias vendidas em apenas três semanas. Devido à repercussão e ao sucesso do então novato e jovem cantor, a gravadora Caravelle lança o tão sonhado LP intitulado Paulo Sérgio vol 1 com os sucessos "Última Canção", "No Dia em Que Parti", dentre outros. Estima-se que o primeiro álbum alavancado pelo sucesso Última Canção, vendeu aproximadamente 800 mil cópias...transformando seu intérprete num fenômeno nacional. A despeito da curta carreira, Paulo Sérgio foi um dos cantores mais populares e queridos do Brasil. Lançou treze álbuns (LP) e algumas coletâneas, obtendo uma vendagem superior a 10 milhões de cópias, em apenas 13 anos de carreira. Paulo Sérgio foi um cantor que nunca conheceu o fracasso e não teve fase de decadência. Ele teve uma morte prematura, aos 36 anos, em decorrência de um derrame cerebral.

## Biografia
Primeiro filho do alfaiate Carlos Beath de Macedo e de Hilda Paula de Macedo, Paulo Sérgio, se não tivesse manifestado desde cedo o intento de tornar-se músico profissional, talvez teria se realizado como alfaiate, haja vista que aos dez anos frequentava a alfaiataria do pai, aprendendo os primeiros segredos da agulha e da tesoura. Porém, a veia artística já se desenhava cedo. Aos seis anos, quando em sua cidade natal Alegre, ES, apareceram as caravanas de artistas de emissoras de rádio do Rio de Janeiro, Paulo Sérgio participou, ao fim do espetáculo, de um miniconcurso de calouros. Foi escolhido o melhor dentre vários concorrentes, passando a ser requisitado como atração especial em todas as festinhas da pequena Alegre.
Após alguns dias, Paulo Sérgio gravou seu primeiro disco um compacto simples, que continha as músicas Benzinho e Lagartinha. Entretanto, a sua afirmação definitiva deu-se com o lançamento, em 1968, do primeiro LP (álbum) disco, denominado Paulo Sérgio - Volume 01, que, alavancado pelo grande sucesso Última Canção, vendeu mais de 800.000 cópias. Paralelo ao sucesso meteórico de Paulo Sérgio, surgiu a acusação de que ele era um imitador do cantor Roberto Carlos, então ídolo inconteste da juventude, dada a semelhança do seu timbre vocal. Como contrapartida, naquele mesmo ano Roberto Carlos lançaria o álbum O Inimitável.

### Morte
No dia 27 de julho de 1980, Paulo tem uma gravação agendada nos estúdios da TV Bandeirantes em São Paulo no programa Hora do Bolinha do apresentador Edson Cury. Paulo canta em playback dois números de seu mais recente disco e se retira dos palcos timidamente. Lá fora, na saída do Teatro Bandeirantes acontece um incidente que fora o pedestal para culminar em sua morte. Uma mulher se dizendo fã do cantor, começa a xingar Paulo Sérgio e hostilizá-lo. Paulo procura ignorar o fato, afinal ele ainda teria mais duas apresentações em circos diferentes para fazer. Ao arrancar com o seu Camaro de cor gelo, a mulher ainda disposta a atormentá-lo joga uma pedra que quebra o para-brisas do seu carro. Já muito nervoso, Paulo sai do carro para avaliar o prejuízo, até ser convencido por seus acompanhantes a esquecer o ocorrido e partir para os shows. É quando Paulo começa a se queixar de dores de cabeça, mas prefere não ir ao médico. Pede a seu secretário que providencie analgésicos, toma dois de uma só vez e parte para a primeira apresentação que a faz completa. Na segunda apresentação, Paulo ao cantar a quinta música, pede desculpas ao público, diz estar se sentindo mal, com fortes dores de cabeça e que por isso irá se retirar do palco, mas que pretende terminar aquela apresentação numa próxima oportunidade. Aquela promessa jamais seria cumprida. No camarim, Sérgio cai desmaiado devido a um derrame cerebral e é levado às pressas até o já extinto Hospital Piratininga, na Estrada de Itapecerica, Zona Sul de São Paulo. Devido às condições do estabelecimento, Macedo é encaminhado para o Hospital São Paulo, na região do Ibirapuera. Lá, entra em coma profundo e os médicos dizem que somente um milagre poderia salvar sua vida. Na tarde de terça-feira, 29 de julho de 1980, as condições clínicas de Paulo Sérgio se agravam ainda mais e às 20h30, os médicos constatam morte cerebral.[carece de fontes?]

### Velório
O cantor só tinha 36 anos, estava no auge do sucesso. Gravou 13 lps e vendeu mais de 10 milhões de discos. Seu corpo foi levado para o cemitério de Vila Mariana em São Paulo e foi velado durante a madrugada e manhã de quarta-feira. No velório em São Paulo, artistas como Waldirene, Marcos Roberto, Celso Ricardi, Cláudio Fontana, Jerry Adriani, Benito di Paula, Chrystian, Djalma Pires, Edith Veiga, Ed Lincoln e os apresentadores: Edson Bolinha Cury (morto em 1998) e Carlos Aguiar (morto em 1995), foram se despedir do amigo pela última vez.
No fim da manhã de quarta-feira, 30 de julho de 1980, seu corpo foi levado para o cemitério do Caju no Rio de Janeiro a pedido de seus pais, que residiam naquela cidade e achavam melhor que Paulo Sérgio fosse ali sepultado. Às 16:30, foi enterrado ao som de Última Canção, cantada pelas mais de 150 mil pessoas que acompanharam emocionadas a cerimônia. A Rede Globo fez a cobertura ao vivo sobrevoando o trajeto do corpo do cantor, desde a saída de São Paulo até a chegada ao Rio de Janeiro.
Estiveram presentes em seu velório no Rio de Janeiro: Agnaldo Timóteo (morto em 2021), Antônio Marcos (morto em 1992), Zé Rodrix (morto em 2009), José Roberto e Renato Aragão, este último muito amigo e fã declarado de Paulo Sérgio.
Roberto Carlos não pôde comparecer, mas enviou uma enorme coroa de flores com os seguintes dizeres: “Meu coração está em luto pois morreu meu grande ídolo”. No final da década de 80, Paulo Sérgio foi homenageado através do histórico LP: Paulo Sérgio & Amigos, um lançamento especial da gravadora Copacabana em parceria com o SBT. No disco póstumo, foram feitas junções das vozes de Paulo Sérgio com os maiores expoentes da MPB na época, como: Antônio Marcos, Wanderley Cardoso, Jerry Adriani, Perla, Chitãozinho & Xororó, Ângelo Máximo, Jair Rodrigues, entre outros a emocionante participação do próprio filho de Paulo Sérgio então com 12 anos, cantando a música: Quero ver você feliz (Meu filho). Foram feitas modificações na letra original pelo compositor Carlos Roberto para que pai e filho pudessem cantar juntos. O disco foi um projeto audacioso e inédito no mundo inteiro, vendendo mais de dois milhões de cópias e ganhou vários discos de ouro e de platina. Na época, o LP foi feito exclusivamente para ajudar Rodrigo que passava por problemas financeiros e todos os artistas participantes cederam seus direitos à criança.[carece de fontes?]

## Legado
Seu nome consta no capítulo inicial e final do livro Eu não sou cachorro não (Ed. Record), de Paulo César de Araújo (2002), que revive a história da música "brega" no Brasil e seu significado. O autor, analisando a grande quantidade de populares que visitam ou que gostariam de visitar o túmulo de Paulo Sérgio, afirma que "é possível chegar à conclusão de que estamos diante de um fenômeno: o fenômeno Paulo Sérgio", concluindo em seguida que "este fenômeno por si só já revela o fosso que separa a memória de grupos sociais marginalizados da memória nacional dominante. Revela ainda os limites do processo de “enquadramento da memória”, referido por Michael Pollak."

No último parágrafo do livro, observa ainda Araújo (2002, p. 204):
Citação: Por isso mesmo, ao realizar anualmente à beira do túmulo de Paulo Sérgio uma espécie de ritual em homenagem ao ídolo falecido em 1980, seus fãs realizam também um ato de resistência. Eles dão visibilidade a uma memória que se encontra subterrânea, sem canais de expressão e desprovida de “enquadradores”. Em um esforço contrário ao movimento de silenciamento e esquecimento empreendido pelas elites culturais do país, os fãs de Paulo Sérgio formam, assim, uma espécie de memória underground, que segue viva no cemitério, nos cabarés, nos barracas e nas casas simples com cadeiras na calçada em subúrbios de todo o Brasil.

## Homenagens
É homenageado em diversas ruas pelo país, dentre elas, a Rua Cantor Paulo Sérgio de Macedo, Bairro Estrada das Areias, em Indaial (SC), a Rua Cantor Paulo Sérgio, Bairro Tupiry, em Praia Grande (SP), a Rua Cantor Paulo Sérgio, Bairro Barro, em Recife (PE) e a Rua Paulo Sérgio de Macedo, Bairro Vila Sônia, em São Paulo (SP). Há ainda no Rio de Janeiro a Rua Cantor Paulo Sérgio no bairro de Campo Grande e a Rua Paulo Sérgio, na cidade de São Gonçalo-RJ, dentre outras.[carece de fontes?]
Em fevereiro de 2021, foi homenageado pelo programa da Record A Noite é Nossa, apresentado por Geraldo Luís, que mostrou duas músicas inéditas do cantor: A Vida É um Jogo e O Amor Falou Mais Forte. Ângelo Máximo esteve presente.[carece de fontes?]

## Discografia
|  | Ano  |  |  | Músicas |  | Título           |
|  | 1967 |  |  | Benzinho/Lagartinha |  | Compacto simples |
|  | ---- |  |  | --- |  | ---------------- |
|  | 1968 |  |  | No Dia em Que Parti / Gosto Muito de Você / Sorria, Meu Bem / Se Você Voltar / Não Sei Te Esquecer / Para o Diabo os Conselhos de Vocês / Não Me Trate Como um Cão / Última Canção / Não Quero Mais Você / Quando a Saudade Apertar / Doce Ilusão / Do Nosso Amor                                                                                  |  | Volume 1         |
|  | 1968 |  |  | Pelo Amor de Deus / Não Consigo Esquecer Você / Distância Ingrata / Veja / Sou Feliz Morrendo Assim / Não Vou Querer / Não Fico Aqui / Por Tudo Que Há de Mais Sagrado / Não Brinque Comigo / Amor sem Fim / Menina Triste / Manhã de Esperança |  | Volume 2         |
|  | 1969 |  |  | O Amanhã Espera por Nós Dois / Faça o Que Quiser de Mim / Estou Só / Será Que Você Não Tem Coração? / Nem Vejo a Hora de Voltar aos Seus Braços / Chega / Sai de Mim / Ninguém Pode Proibir Que Eu Te Ame / Não Quero Saber de Você Nunca Mais / Felicidade para Nós Dois / Vou Ver Meu Amor / Vai Ser Feliz Quem Ganhar Meu Coração               |  | Volume 3         |
|  | 1970 |  |  | Você Não Presta / A Verdade É Diferente / Não Creio em Mais Nada / Eu Não Sei, Eu Não Sei / Preciso Acreditar / Não Importa o Que os Outros Falam / Eu Quero Ver Você Viver sem Mim / Não Precisa Deixar Nada / À Procura de um Novo Amor / Fujo de Mim / O Quanto Eu Te Amo / Eu Venho de Longe Só por Causa de Você                              |  | Volume 4         |
|  | 1971 |  |  | Só Não Lhe Dou Meu Coração / Minha Cinderela / A Minha Lua / Preciso Esquecer Você / Minha Vida Pertence A / Canção do Violeiro / Alfaiate / E o Destino Desfolhou / Não Vou Mais Lhe Escrever / Ficar Nunca Mais / Não / Tire a Indecisão de Si                                                                                                   |  | Volume 5         |
|  | 1972 |  |  | Desiludido / Agora Quem Parte Sou Eu / Lembranças / Fiz um Mundo Para Nós Dois / Sem Você / Minha Vila / Amor Eterno / Fiz / Idioma do Amor / Uma História, um Caminho / Como É Que Eu Vou Poder Viver Tão Triste / Capela / Hora de Esquecer o Mal                                                                                                |  | Volume 6         |
|  | 1973 |  |  | Nem Mesmo Cristo / Falta Alguém em Nossa Vida / A Fera de Olhos Mansos / Aquele Tempo Bom / Mesmo Que Seja o Último Adeus / Índia / Máquinas Humanas / O Retratinho / De Coração a Coração / Rosana / Lágrimas Rolaram / C’è sempre una speranza                                                                                                   |  | Volume 7         |
|  | 1974 |  |  | Não Quero Você / Minhas Qualidades, Meus Defeitos / Pense em Mim / Multicolorida / Vida, para Quê? / Já Não Sinto Nada por Você / Não Morreu a Esperança / Só Você / La Bohême / O Que Importa É o Nosso Amor / Você Me Disse Adeus / Vou Voltar para Minha Terra                                                                                  |  | Volume 8         |
|  | 1975 |  |  | Noite Cheia de Estrelas / Quem Sabe Muito, Perde Mais / Quero Ver Você Feliz / Depois Que Perdi Você / Só Hoje / Vida sem Graça / Nordeste 1920 (Terra Prometida) / Eu Te Amo Tanto, Tanto / As Aparências Enganam / Não Vou Deixar / Nem o Tempo Pode Apagar / Não Vale a Pena                                                                    |  | Volume 9         |
|  | 1976 |  |  | O Grande Senhor / Amor Tem Que Ser Amor / Sempre no Meu Coração / Pra Ver Se Aprende a Viver / Não Vou Ficar / Mendigo do Amor / O Cangaceiro / Sou Metade em Você / Apenas uma Palavra / Apesar dos Pesares / Viver / Vai Ficar na Recordação |  | Volume 10        |
|  | 1977 |  |  | Eu Te Amo, Eu Te Venero / Você Pode Me Perder / Como Me Arrependo / Que Felicidade / O Quê Foi Que Eu Disse / Bodas de Prata / O Tempo Dirá / Perdi Quem Mais Amei / Eu Deixo de Gostar Até de Mim / Meu Desejo / Eu Não Ligo / Minha Decisão |  | Volume 11        |
|  | 1979 |  |  | Pra Ela / Nossos Problemas / Preciso Me Libertar / Senhora / Recalques / Se o Mundo Acabar / Eu Te Amava, Eu Te Queria / Você Diz Que Me Amou / Você É o Problema / Pensando Melhor / Nos Braços Teus / O Trapo |  | Volume 12        |
|  | 1980 |  |  | O Que Mais Você Quer de Mim / A Volta / Precipitação / A Busca / Do Amor de Deus / Promessas / Vou Tirar Você de Mim / Por Causa do Amor / Vai Ser Difícil Te Esquecer / Vou Sonhar Mais uma Noite / Coroação / Sem Você |  | Volume 13        |
|  | 1980 |  |  | Por Favor Me Ajude a Morrer / Vou Pedir Outra Vez / Um Amor Nascendo e Outro Morrendo / Não Queria Sentir Pena de Você / Eu Bem Sabia / Lagartinha / Benzinho (Dear Someone) / Logo Agora / Não Preciso Mais de Você / Minha Madrinha / Eu Não Sou O Que Você Está Pensando / Tudo Isso Me Faz Lembrar Que o Amor Morreu / Você Não É Como Eu Quis |  | -                |
|  | 1981 |  |  | O Amor É Cada Vez Maior / Meus "ais" / Tristeza Maior / Não Sei Lhe Esquecer / Eu Seguirei Te Amando / Ainda Resta a Esperança / Revelação / Separação / Eu Não Devia Gostar de Você / Brigas de Amor / O Retrato / Parto em Preto e Branco |  | Volume 14        |

## Filmografia
- "Na Onda do Iê-iê-iê" (1966), dirigido por Aurélio Teixeira.
- "Amor em Quatro Tempos" (1970), dirigido por Vânder Sílvio.
- "Em Ritmo Jovem" (1972), dirigido por Mozael Silveira.
- "Um Caipira em Bariloche" (1973), dirigido por Amácio Mazzaropi.